# Air Atlantic

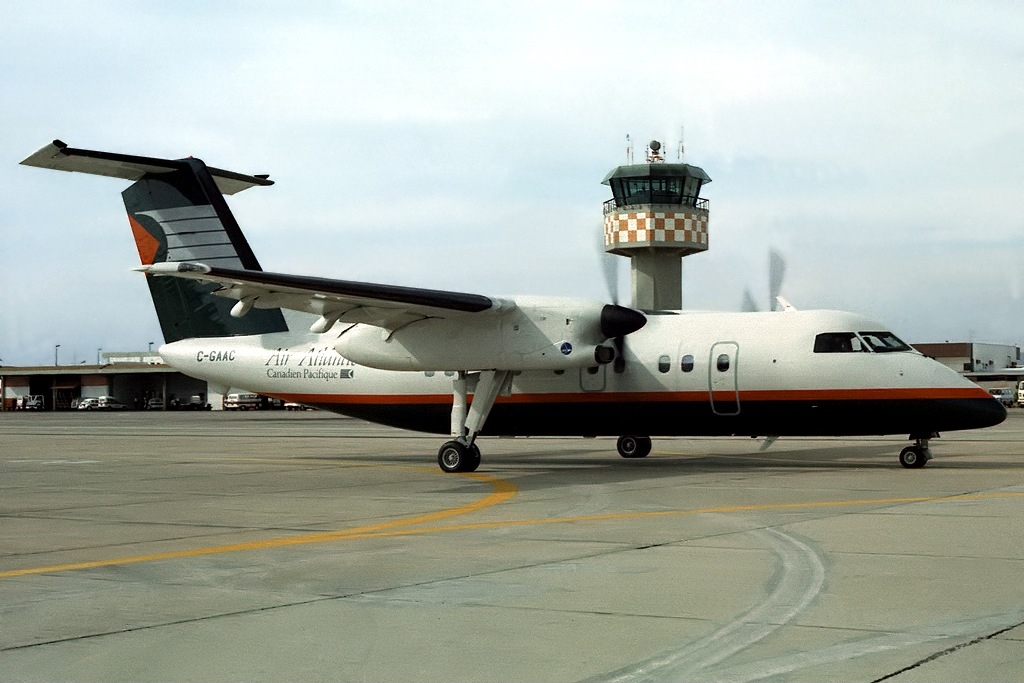
Air Atlantic DHC-8-100

Air Atlantic war eine Fluggesellschaft in Kanada. Die 1985 in St. Johns gegründete Fluggesellschaft nahm am 28. Februar 1986 ihren Flugbetrieb in Neufundland mit drei viermotorigen Flugzeugen des Typs De Havilland Canada DHC-7 auf. Diese wurden zwischen April und August 1987 durch De Havilland DHC-8 ersetzt.
Die kleine Fluggesellschaft flog überwiegend in einer Partnerschaft für Canadian Pacific Air Lines (CP Air) und später für deren Tochtergesellschaft Inter-Canadian. 
Air Atlantic erhielt ihren ersten Jet im Jahr 1990 in Form von BAe 146 und begann internationale Strecken in die Vereinigten Staaten zu fliegen, während die Flotte der DHC-8 bis auf zeitweise 20 Exemplare wuchs. Ab Ende 1990 machten vermehrt finanzielle Schwierigkeiten Air Atlantic zu schaffen, woraufhin CP Air einen wesentlichen Anteil an der Fluggesellschaft kaufte. 
Auf dem Flughafen Halifax (Nova Scotia) wurde eine zweite Basis eröffnet. Im Jahr 1995 erhielt Air Atlantic fünf British Aerospace Jetstream 41, die mit 27 Sitzen auf weniger frequentierten Strecken eingesetzt wurden.
Am 25. Oktober 1998 stellte die finanziell geplagte Fluglinie den Flugbetrieb ein. Zu diesem Zeitpunkt bestand die Flotte noch aus 5 BAe J-41, 4 DHC-8-100 und 3 BAe 146-200.